# Hästhagen (plaats)
Hästhagen is een plaats in de gemeente Nacka in het landschap Södermanland en de provincie Stockholms län in Zweden. De plaats heeft 472 inwoners (2005) en een oppervlakte van 33 hectare.